# TJ Sokol Verměřovice
TJ Sokol Verměřovice je český fotbalový klub z Verměřovic v okresu Ústí nad Orlicí v Pardubickém kraji. Mužstvo od sezóny 2023/24 působí ve III. třídě okresu Ústí nad Orlicí (9. nejvyšší soutěž). Klub byl založen v roce 1977. Klubovými barvami jsou vínově červená a světle modrá.

## Historie
Krátce po válce se v obci začal hrát fotbal. Verměřovické hřiště sice nemělo potřebné rozměry, ale i tak bylo využíváno, jelikož v ne každé obci se hřiště nacházelo. Mistrovská utkání však na místním hřišti hrálo mužstvo Telegrafia Jablonné nad Orlicí, jelikož právě v Jablonném hřiště neměli. Toto hřiště bylo po roce 1954 přebudováno na kluziště a volejbalové kurty.
Od té doby byl hokej ve Verměřovicích sportem číslo 1, jelikož pokud byly podmínky příznivé byl zde přírodní led každý rok. V letech 1968 a 1969 se místní dorostenci stali 2x okresními přeborníky. Tato generace následně přešla do družstva mužů a mnoho let zde hrála krajskou hokejovou soutěž (ta se již hrála na novém kluzišti). Na mistrovská utkání chodilo přes 200 diváků. Družstvo mužů také 2x hrálo kvalifikaci o postup do vyšší soutěže.
V létě se na kluzišti hrál pravidelně každou neděli fotbal. V rámci poutí se pak hrála přátelská fotbalová utkání s Mistrovicemi a Dolní Čermnou. Tento stav trval až do roku 1976, kdy se na místě tzv. „Prouťárny“ začalo budovat nové fotbalové hřiště.
Stavba byla dokončena na podzim roku 1977. Mnoho místních hráčů bylo však registrováno v okolních oddílech. Pro první sezónu se klubu nepodařilo vyřídit přestupy všech hráčů, pro sezónu následující už ano.
První mistrovské utkání jsme sehráli v Albrechticích. Utkání skončilo 1:1. Hned v první sezóně mužstvo spolu s Dolní Čermnou postoupilo z nejnižší soutěže.
Až do 90. let se ve Verměřovicích hrály nejnižší soutěže. Hráčů ubývalo, a tak v letech 1993–1995 došlo ke sloučení oddílů Dolní Čermné a Verměřovic. Verměřovice tedy hrály pod hlavičkou Dolní Čermné.
V dalších letech začal verměřovický tým trénovat Milan Nastoupil spolu s Vladimírem Králem. V této době se klubu začalo dařit. Od sezóny 2002/03 se zde hrála II. třída. Od té doby má klub v soutěžích družstva žáků od mladší přípravky po mladší žáky.
Mezi lety 2005–2014 fungovalo také "B" mužstvo pod vedením Martina Petra.
Na jaře 2006 zaznamenal "A" tým historický úspěch, když z prvního místa postoupil do I. B třídy. V sezóně 2006/07 tým z této soutěže sestoupil, hned v následujícím ročníku však vyhrál II. třídu a v sezóně 2008/09 dosáhl největšího úspěchu v historii, když v I. B třídě obsadil 2. místo.
I. B třídu tým opustil až v roce 2017, kdy přišel čas na generační obměnu mužstva.

## Soupiska
| #  | Pozice | Hráč                            |
| -- | ------ | ------------------------------- |
| 1  | B      | Lukáš Bednář                    |
| 1  | B      | Aleš Mikula                     |
| 2  |        | Milan Faltus                    |
| 3  | Z      | Martin Kostelecký               |
| 4  |        | Miloš Krulikovský               |
| 5  | O      | Jakub Smejkal – Kapitán mužstva |
| 7  |        | David Ryšavý                    |
| 8  | Ú      | Jiří Sklenář                    |
| 9  | Ú      | Davaajau Chuluuntsetseg         |
| 10 | Ú      | Michal Hynek                    |
| 12 | O      | Matěj Kubelka                   |

| #  | Pozice | Hráč            |
| -- | ------ | --------------- |
| 15 |        | Jaroslav Tlapák |
| 17 | O      | Bronislav Dušek |
| 19 |        | Tomáš Krejska   |
| 24 |        | Lukáš Vacek     |
| 33 |        | Tomáš Sklenář   |
| 37 | Z      | Jiří Toman      |
| 69 | Ú      | Jakub Nastoupil |

## Umístění v jednotlivých sezonách od roku 2000

### Stručný přehled
Zdroj:
- 2000–2002: III. třída okresu Ústí nad Orlicí
- 2002–2006: II. třída okresu Ústí nad Orlicí
- 2006–2007: I. B třída Pardubického kraje
- 2007–2008: II. třída okresu Ústí nad Orlicí
- 2008–2017: I. B třída Pardubického kraje
- 2017–2023: II. třída okresu Ústí nad Orlicí
- 2023–: III. třída okresu Ústí nad Orlicí

### Jednotlivé ročníky
Zdroj:
Legenda: Z – zápasy, V – výhry, VP – výhry po penaltách, R – remízy, PP – prohry po penaltách, P – prohry, B – body, *– kvůli covidu nebyla odehrána všechna utkání daných ročníků
| Česko (2000 – ) |                                   |        |     |    |    |   |    |    |       |    |        |
| Sezóna          | Liga                              | Úroveň | Z   | V  | VP | R | PP | P  | Skóre | B  | Pozice |
| 2000/01         | III. třída okresu Ústí nad Orlicí | 9.     |     |    | X  |   | X  |    |       |    | 3.     |
| 2001/02         | III. třída okresu Ústí nad Orlicí | 9.     |     |    | X  |   | X  |    |       |    | 3.     |
| 2002/03         | II. třída okresu Ústí nad Orlicí  | 8.     |     |    | X  |   | X  |    |       |    | 9.     |
| 2003/04         | II. třída okresu Ústí nad Orlicí  | 8.     |     |    | X  |   | X  |    |       |    | 6.     |
| 2004/05         | II. třída okresu Ústí nad Orlicí  | 8.     | 26  |    | X  |   | X  |    | 34:30 | 38 | 5.     |
| 2005/06         | II. třída okresu Ústí nad Orlicí  | 8.     |     |    | X  |   | X  |    |       |    | 1.     |
| 2006/07         | I. B třída Pardubického kraje     | 7.     | 26  |    | X  |   | X  |    | 30:51 | 19 | 14.    |
| 2007/08         | II. třída okresu Ústí nad Orlicí  | 8.     | 26  |    | X  |   | X  |    | 68:24 | 58 | 1.     |
| 2008/09         | I. B třída Pardubického kraje     | 7.     | 26  |    | X  |   | X  |    | 49:24 | 50 | 2.     |
| 2009/10         | I. B třída Pardubického kraje     | 7.     | 26  |    | X  |   | X  |    | 53:37 | 37 | 6.     |
| 2010/11         | I. B třída Pardubického kraje     | 7.     | 26  |    | X  |   | X  |    | 44:30 | 42 | 4.     |
| 2011/12         | I. B třída Pardubického kraje     | 7.     | 26  |    | X  |   | X  |    | 43:42 | 34 | 10.    |
| 2012/13         | I. B třída Pardubického kraje     | 7.     | 26  |    | X  |   | X  |    | 46:39 | 39 | 4.     |
| 2013/14         | I. B třída Pardubického kraje     | 7.     | 26  |    | X  |   | X  |    | 39:42 | 38 | 7.     |
| 2014/15         | I. B třída Pardubického kraje     | 7.     | 26  |    |    | X |    |    | 54:46 | 41 | 6.     |
| 2015/16         | I. B třída Pardubického kraje     | 7.     | 26  | 9  | 0  | X | 2  | 15 | 34:60 | 29 | 12.    |
| 2016/17         | I. B třída Pardubického kraje     | 7.     | 26  | 8  | 0  | X | 1  | 17 | 36:64 | 25 | 13.    |
| 2017/18         | II. třída okresu Ústí nad Orlicí  | 8.     | 26  | 11 | 2  | X | 0  | 13 | 66:70 | 37 | 9.     |
| 2018/19         | II. třída okresu Ústí nad Orlicí  | 8.     | 22  | 13 | 0  | X | 1  | 12 | 57:73 | 40 | 5.     |
| 2019/20         | II. třída okresu Ústí nad Orlicí  | 8.     | 13* | 3  | 3  | X | 0  | 7  | 21:36 | 15 | 9.     |
| 2020/21         | II. třída okresu Ústí nad Orlicí  | 8.     | 9*  | 4  | 0  | X | 2  | 3  | 23:26 | 14 | 9.     |
| 2021/22         | II. třída okresu Ústí nad Orlicí  | 8.     | 26  | 10 | X  | 6 | X  | 10 | 54:74 | 36 | 8.     |
| 2022/23         | II. třída okresu Ústí nad Orlicí  | 8.     | 26  | 3  | X  | 3 | X  | 20 | 35:80 | 12 | 14.    |
| 2023/24         | III. třída okresu Ústí nad Orlicí | 9.     | 24  | 16 | X  | 2 | X  | 6  | 70:39 | 50 | 3.     |
| 2024/25         | III. třída okresu Ústí nad Orlicí | 9.     |     |    | X  |   | X  |    |       |    |        |

## Nejlepší střelci mužstva
Zdroj:
| Sezóna  | Nejlepší střelec        | Počet gólů |
| 2001/02 | Robert Faltus           | 11         |
| 2002/03 | Jiří Formánek           | 6          |
| 2003/04 | Jiří Formánek           | 13         |
| 2004/05 | Jiří Sklenář            | 12         |
| 2005/06 | Marek Pražák            | 8          |
| 2006/07 | Michal Kmeť             | 9          |
| 2007/08 |                         |            |
| 2008/09 | Jiří Sklenář            | 8          |
| 2009/10 | Jiří Sklenář            | 20         |
| 2010/11 | Jiří Sklenář            | 12         |
| 2011/12 | Jiří Sklenář            | 7          |
| 2012/13 | Jiří Sklenář            | 18         |
| 2013/14 | Jiří Sklenář            | 8          |
| 2014/15 | Michal Kmeť             | 15         |
| 2015/16 | Michal Kmeť             | 9          |
| 2016/17 | Jan Černaj Jiří Sklenář | 6          |
| 2017/18 | Tomáš Sklenář           | 16         |
| 2018/19 |                         |            |
| 2019/20 |                         | *          |
| 2020/21 |                         | *          |
| 2021/22 |                         |            |
| 2022/23 |                         |            |
| 2023/24 |                         |            |

*– kvůli covidu nebyla odehrána všechna utkání daných ročníků